# Lodovico Benvenuti
Lodovico Sforza Benvenuti (Verona, 4 aprile 1899 – Casorate Sempione, 26 maggio 1966) è stato un partigiano e politico italiano.

## Biografia
Fu sottotenente di artiglieria sul Piave nel 1917.
Laureato in giurisprudenza e attivo tra le file della Gioventù Cattolica, Benvenuti fu tra i primi ad aderire al Partito Popolare di don Sturzo, di cui fece parte dal 1919 al 1926.

Durante il periodo della lotta di liberazione dal Fascismo, fu tra i fondatori e i dirigenti del movimento clandestino in provincia di Cremona e membro del Comitato di Liberazione Nazionale della Lombardia. Dopo la liberazione, Lodovico Benvenuti entrò nella Costituente e partecipò all'elaborazione della Costituzione repubblicana.
"Alla fine degli anni Quaranta Benvenuti aderì al federalismo europeo, convincendosi che la creazione degli Stati Uniti d’Europa fosse la diretta prosecuzione dell’esperienza vissuta con la Resistenza e dell’impegno profuso nell’Assemblea costituente, in difesa del diritto naturale. Già nel 1947 il democristiano cremasco entrò a far parte dell’Unione parlamentare europea di Coudenhove-Kalergi e del Comitato parlamentare italiano per l’Unione europea, fondato da Enzo Giacchero, per poi iscriversi l’anno successivo al Movimento federalista europeo di Altiero Spinelli. Dopo aver collaborato alla stesura della Convenzione europea dei diritti dell’uomo, nel 1949 Benvenuti, divenuto rappresentante per l’Italia presso il Consiglio d’Europa, si impegnò per convertire tale organismo internazionale in Assemblea costituente europea, sostenendo i progetti di Spinelli e di altri federalisti".
Eletto al Parlamento nel 1948 e nel 1953, fu Sottosegretario prima per il Commercio con l'estero (1951-1953) e successivamente per gli Affari Esteri nei gabinetti De Gasperi, Pella, Fanfani e Scelba. Questo suo ruolo lo portò a far parte della prima delegazione italiana all'Assemblea consultiva del Consiglio d'Europa e alla Commissione che preparò i primi progetti di unione europea.

In seguito fu nominato capo della delegazione italiana alle Conferenze di Messina e di Bruxelles che diedero origine al Mercato Comune Europeo e all'Euratom. Dopo l'elezione di Giovanni Gronchi  alla Presidenza della Repubblica e i cambiamenti interni alla Democrazia Cristiana che essa contribuiva ad evidenziare, Lodovico Benvenuti, entrato ormai in conflitto con i nuovi orientamenti di governo, lasciò il Parlamento, sostituito dal subentrante Ottorino Momoli e venne eletto nel 1957, a larghissima maggioranza, Segretario Generale del Consiglio d'Europa.

Primo degli italiani ad essere chiamato ad una funzione di così alto profilo. Ricordandolo in parlamento l'amico senatore Montini lo definì un "Cavaliere dell'Ideale". Ideale che "fu per lui -disse- oltre al suo impegno democratico cristiano, l'unità dell'Europa.".

Nel 1963, motivi di salute e circostanze familiari lo inducono a rimettere il proprio mandato mantenendo la sola carica di direttore dell'Istituto per gli studi europei (fondato da De Gasperi) presso l'università Pro Deo.

Muore nel 1966, vittima di un incidente automobilistico, all'età di 67 anni.

## Incarichi parlamentari
- Componente della Giunta delle elezioni - I legislatura
- Componente della II Commissione (Affari esterni) - I legislatura
- Componente della IX Commissione (Agricoltura e alimentazione) - I legislatura
- Componente della Commissione d'indagine per giudicare sul fondamento dell'accusa rivolta dal deputato Grilli al deputato Ferrario Celestino - I legislatura
- Componente della Giunta per i trattati di commercio e la legislazione doganale - I legislatura
- Componente della II commissione (Affari esteri) - II legislatura
- Componente della Commissione speciale per l'esame del disegno di legge n. 2814, per la ratifica dei trattati sul mercato comune e sull'Euratom - II legislatura
- Componente della Commissione speciale per l'esame del disegno di legge n. 1481: "Costituzione del fondo di rotazione per iniziative economiche nel territorio di Trieste e nella provincia di Gorizia" - II legislatura
- Componente della rappresentanza della Camera all'assemblea consultiva del Consiglio d'Europa - II legislatura